# Eremaeus translamellatus
Eremaeus translamellatus är en kvalsterart som beskrevs av Hammer 1952. Eremaeus translamellatus ingår i släktet Eremaeus och familjen Eremaeidae. Inga underarter finns listade i Catalogue of Life.